# Timo
Timo (auch Thimo, Tiemo oder Thiemo) ist ein männlicher Vorname und eine Kurzform vom griechischstämmigen Timotheus bzw. dem germanisch-fränkischen Thietmar (bayrisch: Dietmar; schwäbisch-alemannisch: Dieter; sächsisch: Diemo).

## Etymologie
Die germanisch-deutsche Deutung des Namens leitet sich von einer Verkürzung des Namens Thietmar ab. Germanischstämmige Namen gliedern sich meist in Erst- und Zweitglieder auf. Thietmar lässt sich somit aus thiot oder diot („Volk“, „Menschen“) und māri oder mar („bekannt“, „berühmt“, „angesehen“, „herrlich“, „hervorragend“, „vortrefflich“) zusammensetzen. Die Bedeutung des Namens lässt sich also mit „vom Volk angesehen“ oder „Vorsteher des Volkes“ beschreiben.
Altgriechische Namen stehen mit ihrer Bildung aus zwei Gliedern wie mit ihrer Bedeutung den germanischen relativ nahe. Viele germanische Namenglieder finden in griechischen Namen eine Entsprechung. So setzt sich der griechischstämmige Name Timotheus aus Timo-/-timo („Ehre“, „Ruhm“) und Theo-/-theos („Gott“) zusammen, bedeutet also „Ehre Gott“ oder „Rühme Gott“, was in etwa dem deutschen Fürchtegott entspricht.

## Namensträger

### Historische Zeit
- Timo († 1201), Bischof von Bamberg
- Thimo von Wettin († 1091 oder 1118), Sohn des Markgrafen Dietrich

### Vorname
- Timo Aaltonen (* 1969), finnischer Kugelstoßer
- Timo Achenbach (* 1982), deutscher Fußballspieler
- Timo Antila (* 1980), finnischer Biathlet
- Timo Bader (* 1983), deutscher Autor
- Timo Becker (Fußballspieler, 1967) (* 1967), deutscher Fußballspieler
- Timo Becker (Fußballspieler, 1989) (* 1989), deutscher Fußballspieler
- Timo Becker (Fußballspieler, 1997) (* 1997), deutscher Fußballspieler
- Timo Berger (* 1974), deutscher Autor
- Timo Bernhard (* 1981), deutscher Rennfahrer
- Timo Bichler (* 1999), deutscher Radsportler
- Timo Blomqvist (* 1961), finnischer Eishockeyspieler
- Timo Boll (* 1981), deutscher Tischtennisspieler
- Timo Bracht (* 1975), deutscher Triathlet
- Timo Brunke (* 1972), deutscher Dichter
- Timo Çeçen (* 1994), deutscher Fußballspieler
- Timo Dentler (* 1971), deutscher Bühnen- und Kostümbildner
- Timo Dierkes (* 1967), deutscher Schauspieler
- Timo Doleys (* 1976), deutscher Schauspieler und Synchronsprecher
- Timo Erlenbruch (* 1985), deutscher Hands up DJ
- Timo Frey (* 1971), deutscher Politiker (CDU)
- Timo Furuholm (* 1987), finnischer Fußballspieler
- Timo Gansloweit (* 1996), deutscher Fußballschiedsrichter
- Timo Gebhart (* 1989), deutscher Fußballspieler
- Timo Glock (* 1982), deutscher Rennfahrer
- Timo Gottschalk (* 1974), deutscher Rallye-Navigator
- Timo Grabinger (* 1998), deutscher Rapper und Partyschlagersänger, siehe Tream
- Timo Hammel (* 1987), deutscher Fußballspieler
- Timo Heinze (* 1986), deutscher Fußballspieler
- Timo Hildebrand (* 1979), deutscher Fußballspieler
- Timo Hoffmann (* 1974), deutscher Boxer
- Timo Horn (* 1993), deutscher Fußballtorwart
- Timo Hübsch (* 1977), deutscher Schauspieler
- Timo Jutila (* 1963), finnischer Eishockeyspieler
- Timo Kahlen (* 1966), deutscher Medien- und Klangkünstler
- Timo Karppinen (* 1967), finnischer Orientierungsläufer
- Timo Kojo (* 1953), finnischer Sänger
- Timo Konietzka (1938–2012), deutscher Fußballspieler
- Timo Kotipelto (* 1969), finnischer Sänger
- Timo Kulczak (* 1977), deutscher Tänzer
- Timo Kunert (* 1987), deutscher Fußballspieler
- Timo Lange (* 1968), deutscher Fußballspieler und -trainer
- Timo Latsch (* 1977), deutscher Sportjournalist
- Timo Löhnert (* 1969), deutscher Fußballspieler
- Timo Maas (* 1969), deutscher Techno- und House-DJ
- Timo Joh. Mayer (* 1977), deutscher Filmschaffender
- Timo Nagy (* 1983), deutscher Fußballspieler
- Timo Nasseri (* 1972), deutscher Fotograf
- Timo P. Nieminen (* 1944), finnischer Politiker
- Timo Ochs (* 1981), deutscher Fußballtorhüter
- Timo Perthel (* 1989), deutscher Fußballspieler
- Timo Pielmeier (* 1989), deutscher Eishockeytorwart
- Timo Pritzel (* 1977), deutscher Freerider
- Timo Purschke (* 1981), deutscher Wasserballspieler
- Timo Pärssinen (* 1977), finnischer Eishockeyspieler
- Timo Rautiainen (* 1963), finnischer Sänger und Gitarrist
- Timo Reus (* 1974), deutscher Fußballtorhüter und Trainer
- Timo Rost (* 1978), deutscher Fußballspieler
- Timo Räisänen (* 1979), schwedischer Musiker
- Timo Röttger (* 1985), deutscher Fußballspieler
- Timo Rüggeberg (1989–2011), deutscher Schauspieler
- Timo Salminen (* 1952), finnischer Kameramann
- Timo Salonen (* 1951), finnischer Rallyefahrer
- Timo Salzer (* 1984), deutscher Handballspieler
- Timo Jewel Schamborsky (* 1972), deutscher Songwriter, Sänger, Gitarrist und Musikproduzent, siehe Jewel Timo
- Timo Scheider (* 1978), deutscher Rennfahrer
- Timo Scholz (* 1972), deutscher Radrennfahrer
- Timo Schultz (* 1977), deutscher Fußballspieler
- Timo Seppälä (* 1968), finnischer Biathlet
- Timo Simonlatser (* 1986), estnischer Skilangläufer
- Timo Soini (* 1962), finnischer Politiker
- Timo Staffeldt (* 1984), deutscher Fußballspieler
- Timo Tolkki (* 1966), finnischer Musiker
- Timo Uster (* 1974), deutsch-gambischer Fußballspieler
- Timo Vuorensola (* 1979), finnischer Regisseur und Schauspieler
- Timo Wangler (* 19**), deutscher Skispringer
- Timo Wenzel (* 1977), deutscher Fußballspieler
- Timo Werner (* 1996), deutscher Fußballspieler
- Timo Wess (* 1982), deutscher Hockeyspieler
- Timo Wuerz (* 1973), deutscher Comiczeichner
- Timo Zahnleiter (* 1948), deutscher Fußballspieler und -trainer

### Nachname
- Barbara Timo (* 1991), portugiesische Judoka